# Artur Augusto de Assunção
Artur Augusto de Assumpção (Pelotas, 11 de abril de 1887 — Pelotas, 26 de julho de 1975) foi um empresário e fazendeiro brasileiro, introdutor do gado holandês no Brasil.
Neto dos Viscondes de Serro Alegre, filho do doutor Antônio Augusto de Assumpção e Leocádia Tavares de Assumpção, foi o fundador da Praia do Laranjal, em Pelotas. No ano de 1908, introduziu o gado holandês no Brasil, mandando vir da Frísia o touro César II e as primeiras matrizes desta raça. Tornou-se, com o tempo, no maior criador e o mais antigo selecionador de oveiros negros do Brasil e do mundo, segundo a Revista "O Globo". Ainda foi o maior exportador de laranjas do Rio Grande do Sul para a Grã-Bretanha. Foi um dos fundadores da Rádio Pelotense e do jornal Diário Popular, em Pelotas.